# اللواء 30 (الحشد الشعبي)
لواء ثلاثون - الحشد الشعبي مرتبط رسمياً بمكتب رئيس الوزارء أو كما عرفت باسم لواء الشبك هي قوة مسلحة نشأت عام 2014 بعد فتوة السيد علي السيستاني بالجهاد الكفائي، مع حوالي 1500 مقاتل، لاستعادة السيطرة على محافظة نينوى من تنظيم داعش. وللجماعة أهداف أبعد بعد استعادة السيطرة على المنطقة، لتنتقل إلى الحماية ضد داعش. أحرز النائب العراقي الشبكي سليم جوما موافقة فعلية لتشكيل الجماعة لغايات محددة.

## الاسم والثقافة
يشير الاسم مباشرة إلى منطقة نينوى، منطقة تتضمن أحد أكبر مجتمعات الشبك. الشبك هي مجموعة إثنية دينية في شمال العراق واضحة الاختلاف عن العرب والكرد، التي تمارس معتقد ما يسمى بالشبكية و تدعي الانتماء الى الشيعة يوجد جماعة سريانية مسيحية تحمل نفس الاسم وتمتلك روابط بالبيشمركة بينما هذه مرتبطة بالحشد الشعبي.

## العقوبات الأمريكية
في تموزعام 2019 ، فرضت وزارة الخزانة الأمريكية عقوبات على زعيم الميليشيا وعد القدو
تم إدراج وعد القدو على لائحة العقوبات الأمريكية لانه مسؤولاً في الميليشيا ، ولكونه نائب في البرلمان العراقي، الذي شارك في انتهاكات جسيمة لحقوق الإنسان تتعلق بفترة عمله كقائد لواء 30. 
استولى اللواء 30 على أموال من الأهالي حول قرية برطلة في سهل نينوى من خلال الابتزاز والاعتقالات غير القانونية وعمليات الخطف. كثيراً ما احتجز اللواء 30 أشخاصاً دون أوامر توقيف أو بأوامر احتيالية ، وفرض رسوماَ جمركية تعسفية عند نقاط التفتيش التابعة له ويدعي أفراد من السكان المحليين أن اللواء 30 مسؤول بشكل مباشر عن جرائم فظيعة بما في ذلك التعذيب والاختطاف، الابتزاز والسرقة وحتى الاغتصابحيث لا يطبق هذا الكلام على الواقع و الشخص المذكور بالعقوبات لم يعد ضمن اللواء، و تغير وضع اللواء، حيث طهرة اللواء المناطق من الاغام ضمن مناطق سهل نينوى 

## حقوق الإنسان
كشف المركز العراقي لتوثيق جرائم الحرب في العراق
- عن جرائم قتل واحتجاز بسجون سرية وتعذيب معتقلين وفرض أتاوات يقوم بها حشد الشبك (اللواء 30) في الحشد الشعبي في مناطق شرق الموصل وسهل نينوى .

- كما أقدمت قوة من لواء الشبك في يوم 6/5/2019 م على اعتقال (10) نساء و (12) رجلا من قبيلتي البوحمدان والحديديين في سهل نينوى .[11][12]

## وصلات خارجية
- قوات سهل نينوى على تويتر.